# Ione thoracica
Ione thoracica är en kräftdjursart som först beskrevs av Montagu 1808.  Ione thoracica ingår i släktet Ione och familjen Bopyridae. Inga underarter finns listade i Catalogue of Life.